# Gusseisen

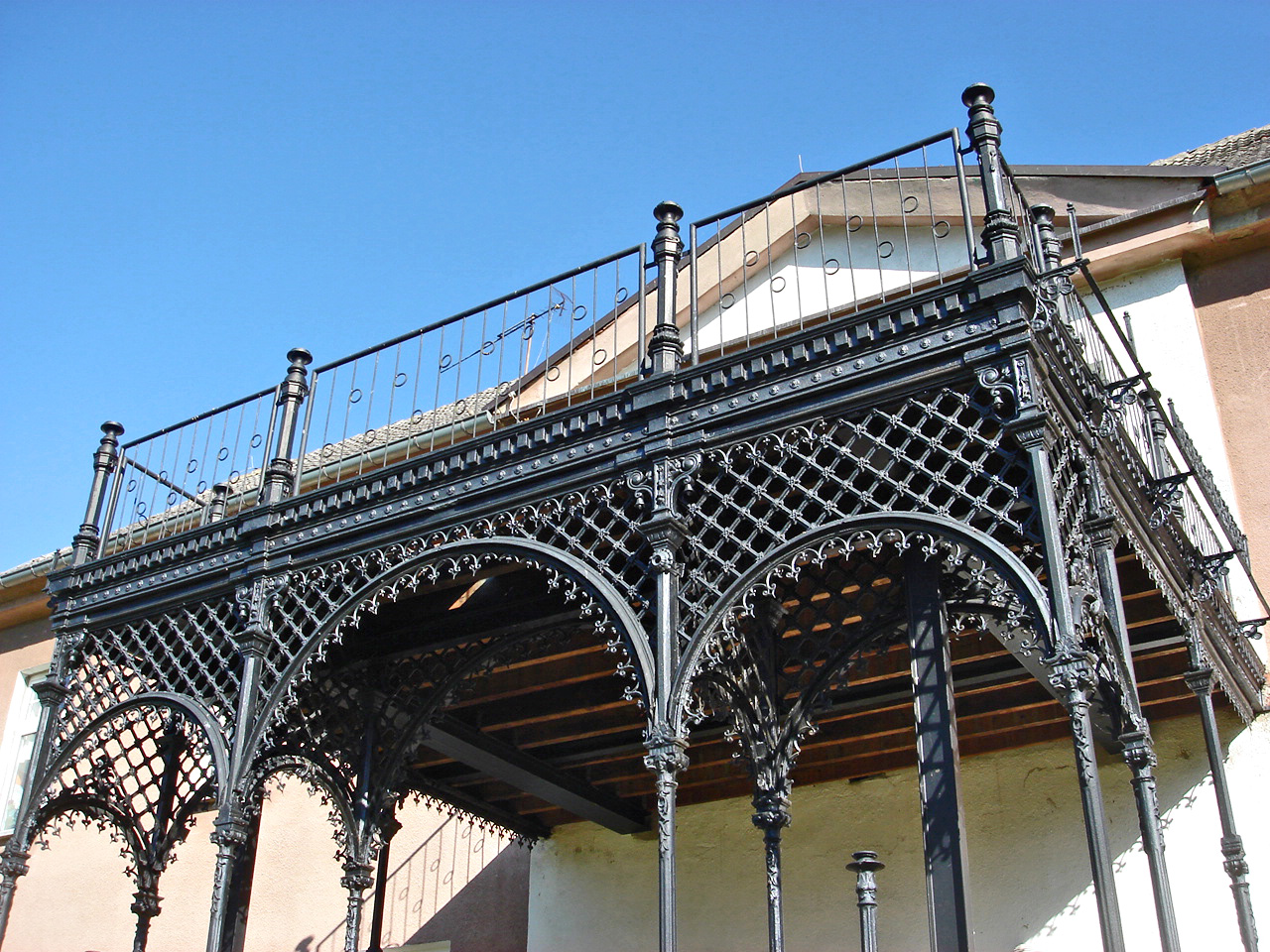
Altan bzw. Balkon aus Gusseisen am Herrenhaus Brunn (Mecklenburg)

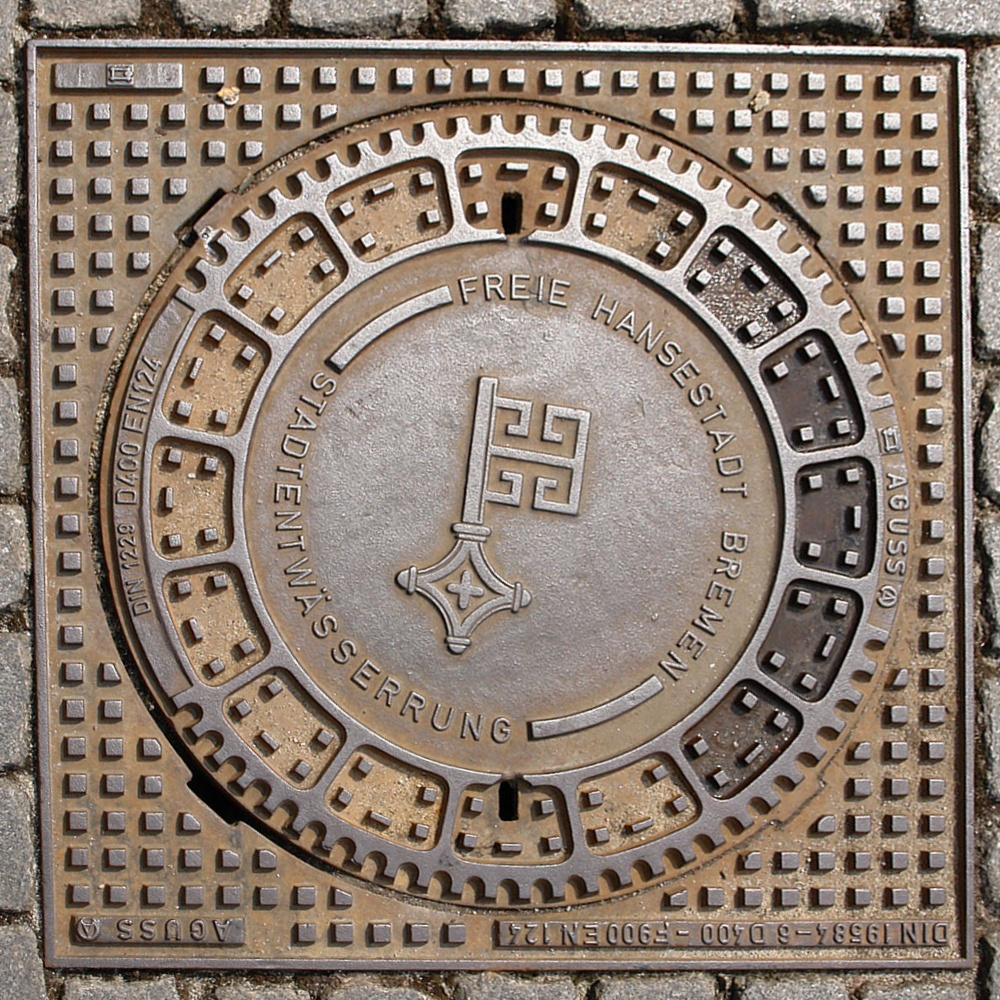
Kanaldeckel aus Gusseisen mit dem Bremer Schlüssel

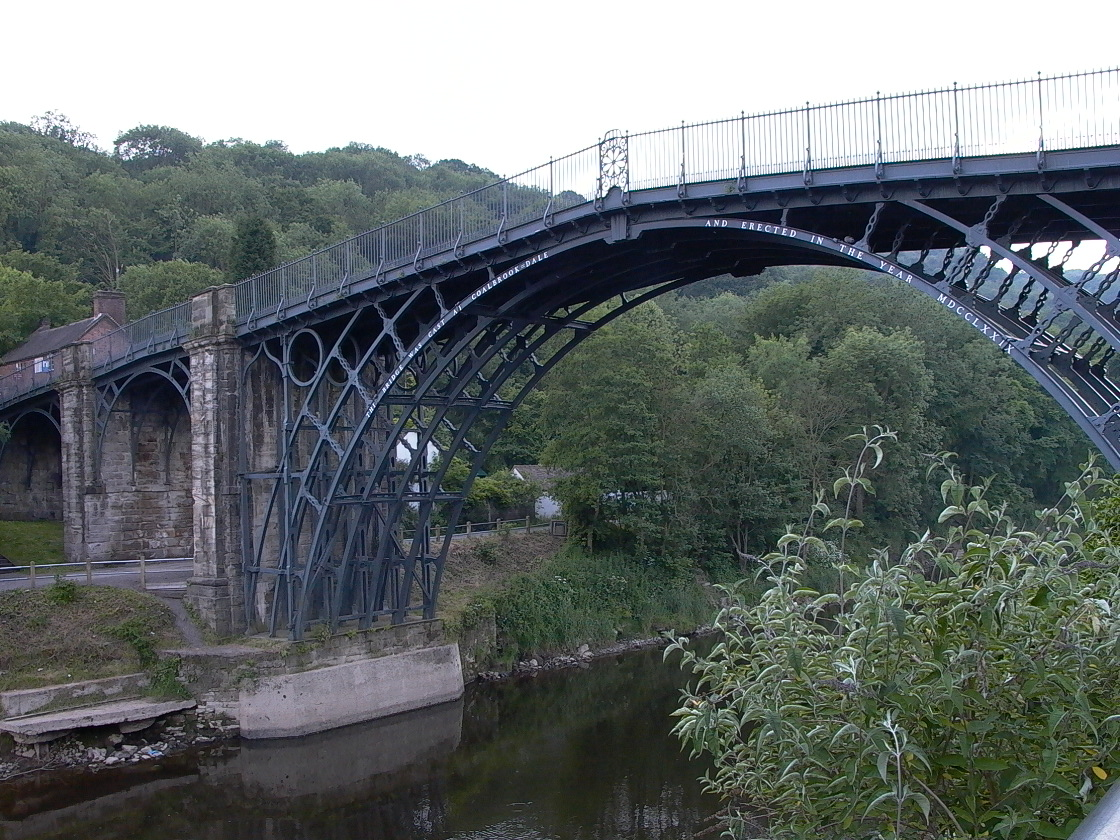
Erste gusseiserne Brücke der Welt in Ironbridge

Gusseisen ist ein Eisenwerkstoff mit hohem Kohlenstoffgehalt (Massenanteil über 2 %), der diesen Werkstoff von Stahl unterscheidet. Gusseisen weist eine gute Gießbarkeit auf (geringer Schmelzpunkt, dünnflüssige Schmelze, …), lässt sich aber nicht durch Schmieden bearbeiten, da es hart und spröde ist. Stahl dagegen lässt sich relativ schlecht gießen, aber sehr gut schmieden. Die Zerspanbarkeit von Gusseisen hängt von der genauen Sorte ab; bei Gusseisen mit Lamellengraphit – der häufigsten Sorte – ist sie gut. Seine Festigkeit ist geringer als die von Stahlguss, die Dämpfung aber höher.

## Eigenschaften
Unter Gusseisen versteht man eine Gruppe von Eisen-Kohlenstoff-Legierungen mit einem hohen Anteil von Kohlenstoff (> 2 %). Viele Sorten enthalten zusätzlich noch Silicium, das die Gießbarkeit verbessert, sowie weitere Legierungsanteile wie Mangan, Chrom oder Nickel. Es wird unterschieden zwischen
- grauem Gusseisen (Grauguss), in dem der Kohlenstoff in Form von Graphit vorkommt. Die Bruchflächen erscheinen grau.
- weißem Gusseisen, in dem der Kohlenstoff als Carbid in Form von Zementit (Fe3C) vorkommt. Die Bruchflächen sind weiß.

Die Dichte von Gusseisen beträgt etwa 7,2 g/cm³ und ist niedriger als die Dichte von Stahl oder reinem Eisen (7,85 g/cm³). Das Material hat im eutektischen Bereich mit etwa 1150 °C einen deutlich geringeren Schmelzpunkt als Stahl, es lässt sich aber wegen des hohen Kohlenstoffgehalts nicht schmieden, da dieser zu einer hohen Härte und Sprödigkeit führt und einer geringen Plastizität. Die Schmelze ist dünnflüssig, daher lässt sie sich leichter vergießen als die höherviskose Stahlschmelze. In Gießereien wird es meist in einem Kupolofen geschmolzen.
Gusseisenteile sind besser korrosionsbeständig als Stahl, insbesondere wenn die Gusshaut unverletzt ist. Daher wurde und wird Gusseisen für Kanalguss (Regeneinläufe und Abwasserleitungen, Baumscheiben u. ä.) eingesetzt. Durch Zulegieren von Silizium, Chrom und Nickel kann die Korrosionsbeständigkeit noch erhöht werden.
Ein einfaches Verfahren zur Qualitätsprüfung von Grauguss ist ein Schlag mit einem Hammer auf eine rechtwinklige Kante: Er soll einen bleibenden Eindruck hinterlassen, ohne dass die Kante absplittert.

## Bezeichnungssystem
| Position 1 obligatorisch                                                                                        | Position 2 obligatorisch | Position 2 obligatorisch | Position 3 obligatorisch                                    | Position 3 obligatorisch | Position 4 optional              | Position 4 optional              | Position 5 obligatorisch a) oder b) ist zu wählen                                                             | Position 5 obligatorisch a) oder b) ist zu wählen | Position 5 obligatorisch a) oder b) ist zu wählen                                                                       | Position 5 obligatorisch a) oder b) ist zu wählen | Position 6 optional                                     | Position 6 optional       |
| Vorsilbe | Metallart                | Metallart                | Graphitstruktur                                             | Graphitstruktur          | Mikrostruktur oder Makrostruktur | Mikrostruktur oder Makrostruktur | a) mechanische Eigenschaften                                                                                  | a) mechanische Eigenschaften                      | b) chemische Zusammensetzung                                                                                            | b) chemische Zusammensetzung                      | zusätzliche Anforderungen                               | zusätzliche Anforderungen |
| Vorsilbe |                          | Zeichen                  |                                                             | Zeichen                  |                                  | Zeichen                          | | Zeichen                                           | | Zeichen                                           |                                                         | Zeichen                   |
| --- | ------------------------ | ------------------------ | ----------------------------------------------------------- | ------------------------ | -------------------------------- | -------------------------------- | --- | ------------------------------------------------- | --- | ------------------------------------------------- | ------------------------------------------------------- | ------------------------- |
| EN- | Gusseisen                | GJ                       | lamellar                                                    | L                        | Austenit                         | A                                | aa) Zugfestigkeit: 3- oder 4stellige Zahl                                                                     | z. B. 350                                         | ba) Buchstaben- symbol für hochlegierte Klassen                                                                         | X                                                 | Rohgussstück                                            | D                         |
| |                          |                          | kugelig                                                     | S                        | Ausferrit                        | R                                | ab) Dehnung: ein Bindestrich und eine 1- oder 2-stellige Zahl                                                 | z. B. -19                                         | bb) Kohlenstoff- gehalt in Prozent × 100, jedoch nur, wenn der Kohlenstoff- gehalt signifikant ist                      | z. B. 300                                         | wärme- behandeltes Gussstück                            | H                         |
| |                          |                          | Temperkohle a                                               | M                        | Ferrit                           | F                                | ac) 1 Buchstabe, für die Herstellung von Probestücken, die einem Gussstück entnommen wurden                   | C                                                 | bc) chemische Symbole der Legierungs- elemente                                                                          | z. B. Cr                                          | Schweißeignung für Verbindungs- schweißungen            | W                         |
| |                          |                          | vermikular                                                  | V                        | Perlit                           | P                                | ad) Härte: 2 Buchstaben und 2- oder 3stellige Zahl                                                            | z. B. HB 155                                      | bd) Prozentsatz × 10, oder für hochlegierte Klassen × 1 der Legierungselemente, durch Bindestriche voneinander getrennt | z. B. 45-10 z. B. 9-5-2                           | zusätzliche Anforderungen, in der Bestellung festgelegt | Z                         |
| |                          |                          | graphitfrei (Hartguss) ledeburitisch                        | N                        | Martensit                        | M                                | ae) Schlagenergie: ein Bindestrich und 2 Buchstaben für die Prüftemperatur: - Raumtemperatur - Tieftemperatur | -RT -LT                                           | |                                                   |                                                         |                           |
| |                          |                          | Sonderstruktur, in der jeweiligen Werkstoffnorm ausgewiesen | Y                        | Ledeburit                        | L                                | |                                                   | |                                                   |                                                         |                           |
| |                          |                          |                                                             |                          | abgeschreckt                     | Q                                | |                                                   | |                                                   |                                                         |                           |
| |                          |                          |                                                             |                          | abgeschreckt und vergütet        | T                                | |                                                   | |                                                   |                                                         |                           |
| |                          |                          |                                                             |                          | nichtentkohlend geglüht b        | B                                | |                                                   | |                                                   |                                                         |                           |
| |                          |                          |                                                             |                          | entkohlend geglüht b             | W                                | |                                                   | |                                                   |                                                         |                           |
| ANMERKUNG: Die freie Kombination der einzelnen Merkmale in diesem Anhang ist nicht für jedes Gusseisen möglich. |                          |                          |                                                             |                          |                                  |                                  | |                                                   | |                                                   |                                                         |                           |
| a einschließlich entkohlend geglühter Temperguss b nur für Temperguss                                           |                          |                          |                                                             |                          |                                  |                                  | |                                                   | |                                                   |                                                         |                           |

| Positionen 1 und 2                               | Positionen 1 und 2          | Position 3      | Position 3      | Position 4      | Position 4     | Positionen 5 und 6 | Positionen 5 und 6   |
| Nummern der Werkstoffgruppe                      | Nummern der Werkstoffgruppe | Graphitstruktur | Graphitstruktur | Matrixstruktur  | Matrixstruktur | jeweiliger Werkstoff | jeweiliger Werkstoff |
|                                                  | Zahl                        |                 | Zahl            |                 | Zahl           | | Zahl                 |
| ------------------------------------------------ | --------------------------- | --------------- | --------------- | --------------- | -------------- | --- | -------------------- |
| Gusseisen                                        | 5.                          | lamellar        | 1               | Ferrit          | 1              | Diese Zahlen werden durch CEN/TC 190 - Arbeitsgruppen, die mit den jeweiligen Werkstoff-Normen wie z. B. EN 1560, EN 1561, EN 1562, EN 1563, EN 1564, EN 12513, EN 13835, EN 16079 und EN 16124 befasst sind, zugewiesen. | 00 bis 99            |
|                                                  |                             | vermikular      | 2               | Ferrit / Perlit | 2              | Diese Zahlen werden durch CEN/TC 190 - Arbeitsgruppen, die mit den jeweiligen Werkstoff-Normen wie z. B. EN 1560, EN 1561, EN 1562, EN 1563, EN 1564, EN 12513, EN 13835, EN 16079 und EN 16124 befasst sind, zugewiesen. |                      |
|                                                  |                             | kugelig         | 3               | Perlit          | 3              | Diese Zahlen werden durch CEN/TC 190 - Arbeitsgruppen, die mit den jeweiligen Werkstoff-Normen wie z. B. EN 1560, EN 1561, EN 1562, EN 1563, EN 1564, EN 12513, EN 13835, EN 16079 und EN 16124 befasst sind, zugewiesen. |                      |
|                                                  |                             | Temperkohlea    | 4               | Ausferrit       | 4              | Diese Zahlen werden durch CEN/TC 190 - Arbeitsgruppen, die mit den jeweiligen Werkstoff-Normen wie z. B. EN 1560, EN 1561, EN 1562, EN 1563, EN 1564, EN 12513, EN 13835, EN 16079 und EN 16124 befasst sind, zugewiesen. |                      |
|                                                  |                             | graphitfrei     | 5               | Austenit        | 5              | Diese Zahlen werden durch CEN/TC 190 - Arbeitsgruppen, die mit den jeweiligen Werkstoff-Normen wie z. B. EN 1560, EN 1561, EN 1562, EN 1563, EN 1564, EN 12513, EN 13835, EN 16079 und EN 16124 befasst sind, zugewiesen. |                      |
|                                                  |                             | Reserve         | 6               | Ledeburit       | 6              | Diese Zahlen werden durch CEN/TC 190 - Arbeitsgruppen, die mit den jeweiligen Werkstoff-Normen wie z. B. EN 1560, EN 1561, EN 1562, EN 1563, EN 1564, EN 12513, EN 13835, EN 16079 und EN 16124 befasst sind, zugewiesen. |                      |
|                                                  |                             | Reserve         | 7               | Reserve         | 7              | Diese Zahlen werden durch CEN/TC 190 - Arbeitsgruppen, die mit den jeweiligen Werkstoff-Normen wie z. B. EN 1560, EN 1561, EN 1562, EN 1563, EN 1564, EN 12513, EN 13835, EN 16079 und EN 16124 befasst sind, zugewiesen. |                      |
|                                                  |                             | Reserve         | 8               | Reserve         | 8              | Diese Zahlen werden durch CEN/TC 190 - Arbeitsgruppen, die mit den jeweiligen Werkstoff-Normen wie z. B. EN 1560, EN 1561, EN 1562, EN 1563, EN 1564, EN 12513, EN 13835, EN 16079 und EN 16124 befasst sind, zugewiesen. |                      |
|                                                  |                             | andere          | 9               | andere          | 9              | Diese Zahlen werden durch CEN/TC 190 - Arbeitsgruppen, die mit den jeweiligen Werkstoff-Normen wie z. B. EN 1560, EN 1561, EN 1562, EN 1563, EN 1564, EN 12513, EN 13835, EN 16079 und EN 16124 befasst sind, zugewiesen. |                      |
| a einschließlich entkohlend geglühter Temperguss |                             |                 |                 |                 |                | |                      |

## Sorten

### Gusseisen mit Lamellengraphit
Die einfachste und häufigste Gusseisen-Sorte ist Gusseisen mit Lamellengraphit (Bezeichnung nach aktueller europäischer Norm EN 1561 „GJL“ oder früher nach DIN 1691 „GGL“), in dem der Graphit in Form von dünnen, unregelmäßig geformten Lamellen vorliegt. Diese Lamellen wirken bei Zugbelastung als Kerben, daher ist die Zugfestigkeit infolge der Kerbwirkung relativ gering. Im Gegensatz zur Zugfestigkeit ist die Übertragung der Druckspannung wesentlich besser. Die Druckfestigkeit liegt etwa um den Faktor 4 höher als die Zugfestigkeit.
Wegen mangelnder Beweglichkeit im uneinheitlichen Gefüge mit den Grafitlamellen und inneren Spannungen hat Grauguss keine erkennbare Plastizität – es ist ein spröder Werkstoff mit guter Wärmeleitfähigkeit, guten Dämpfungseigenschaften und wegen der Sprödigkeit guter Formsteifigkeit. Daher eignet sich Grauguss in besonderer Weise für Maschinenbetten und -ständer. Hinzu kommen vorteilhafte Selbstschmiereigenschaften, wenn durch Bearbeitung die Lamellen angeschnitten und der Graphit selbst oder an dessen Stelle andere Schmiermittel in den Hohlräumen „bevorratet“ werden können.
| EN 1561:2012 - Tabelle 1                        | EN 1561:2012 - Tabelle 1                        | EN 1561:1997 - Tabelle 1                        | ISO 185:2005 - Tabelle 1                        |
| Kurzbezeichnung                                 | Nummer                                          | Nummer                                          | Bezeichnung                                     |
| Klassifizierung basierend auf der Zugfestigkeit | Klassifizierung basierend auf der Zugfestigkeit | Klassifizierung basierend auf der Zugfestigkeit | Klassifizierung basierend auf der Zugfestigkeit |
| ----------------------------------------------- | ----------------------------------------------- | ----------------------------------------------- | ----------------------------------------------- |
| EN-GJL-100                                      | 5.1100                                          | EN-JL1010                                       | ISO185/JL/100                                   |
| EN-GJL-150                                      | 5.1200                                          | EN-JL1020                                       | ISO185/JL/150                                   |
| EN-GJL-200                                      | 5.1300                                          | EN-JL1030                                       | ISO185/JL/200                                   |
| EN-GJL-250                                      | 5.1301                                          | EN-JL1040                                       | ISO185/JL/250                                   |
| EN-GJL-300                                      | 5.1302                                          | EN-JL1050                                       | ISO185/JL/300                                   |
| EN-GJL-350                                      | 5.1303                                          | EN-JL1060                                       | ISO185/JL/350                                   |
| Klassifizierung basierend auf der Härte         |                                                 |                                                 |                                                 |
| EN-GJL-HB155                                    | 5.1101                                          | EN-JL2010                                       | ISO185/JL/HBW/155                               |
| EN-GJL-HB175                                    | 5.1201                                          | EN-JL2020                                       | ISO185/JL/HBW/175                               |
| EN-GJL-HB195                                    | 5.1304                                          | EN-JL2030                                       | ISO185/JL/HBW/195                               |
| EN-GJL-HB215                                    | 5.1305                                          | EN-JL2040                                       | ISO185/JL/HBW/215                               |
| EN-GJL-HB235                                    | 5.1306                                          | EN-JL2050                                       | ISO185/JL/HBW/235                               |
| EN-GJL-HB255                                    | 5.1307                                          | EN-JL2060                                       | ISO185/JL/HBW/255                               |

| Kurzzeichen nach EN 1561:1997 | Kurzzeichen nach DIN 1691 | Nummer nach EN 1561:1997 | Werkstoff Nr. |
| ----------------------------- | ------------------------- | ------------------------ | ------------- |
| EN-GJL-150                    | GG-15                     | EN-JL-1020               | 0.6015        |
| EN-GJL-200                    | GG-20                     | EN-JL-1030               | 0.6020        |
| EN-GJL-250                    | GG-25                     | EN-JL-1040               | 0.6025        |
| EN-GJL-300                    | GG-30                     | EN-JL-1050               | 0.6030        |
| EN-GJL-350                    | GG-35                     | EN-JL-1060               | 0.6035        |

### Gusseisen mit Kugelgraphit
Bessere mechanische Eigenschaften hat Gusseisen mit Kugelgraphit (Sphäroguss, duktiles Gusseisen, Bezeichnung GJS nach aktueller europäischer Norm EN 1563, früher GGG nach DIN 1693), bei dem der Graphit in mehr oder weniger kugeliger Form vorliegt. Erreicht wird dies durch Entschwefeln der Schmelze mittels Zugabe von geringen Mengen Magnesium, Cer oder Calcium kurz vor dem Abgießen. Duktiles Gusseisen wird bevorzugt für Rohrleitungen beim Schleudergussverfahren eingesetzt, aber auch für Kurbelwellen und andere hochbeanspruchte Maschinenteile.
| EN 1563:2011, Tabelle 1 und Tabelle 3               | EN 1563:2011, Tabelle 1 und Tabelle 3 | EN 1563:1997 | EN 1563:1997 | ISO 1083:2004           | ISO 1083:2004           |
| Kurzzeichen                                         | Nummer                                | Tabelle 1    | Tabelle 3    | Tabelle 1 und A.1       | Tabelle 3 und A.1       |
| --------------------------------------------------- | ------------------------------------- | ------------ | ------------ | ----------------------- | ----------------------- |
| EN-GJS-350-22-LTa                                   | 5.3100                                | EN-JS1015    | EN-JS1019    | ISO 1083/JS/350-22-LT/S | ISO 1083/JS/350-22-LT/U |
| EN-GJS-350-22-RTb                                   | 5.3101                                | EN-JS1014    | EN-JS1029    | ISO 1083/JS/350-22-RT/S | ISO 1083/JS/350-22-RT/U |
| EN-GJS-350-22                                       | 5.3102                                | EN-JS1010    | EN-JS1032    | ISO 1083/JS/350-22/S    | ISO 1083/JS/350-22/U    |
| EN-GJS-400-18-LTa                                   | 5.3103                                | EN-JS1025    | EN-JS1049    | ISO 1083/JS/400-18-LT/S | ISO 1083/JS/400-18-LT/U |
| EN-GJS-400-18-RTb                                   | 5.3104                                | EN-JS1024    | EN-JS-059    | ISO 1083/JS/400-18-RT/S | ISO 1083/JS/400-18-RT/U |
| EN-GJS-400-18                                       | 5.3105                                | EN-JS1020    | EN-JS1062    | ISO 1083/JS/400-18/S    | ISO 1083/JS/400-18/U    |
| EN-GJS-400-15                                       | 5.3106                                | EN-JS1030    | EN-JS1072    | ISO 1083/JS/400-15/S    | ISO 1083/JS/400-15/U    |
| EN-GJS-450-18                                       | 5.3108                                | -            | -            | -                       | -                       |
| EN-GJS-450-10                                       | 5.3107                                | EN-JS1040    | EN-JS1132    | ISO 1083/JS/450-10/S    | ISO 1083/JS/450-10/U    |
| EN-GJS-500-14                                       | 5.3109                                | -            | -            | -                       | -                       |
| -                                                   | -                                     | -            | -            | ISO 1083/JS/500-10/S    | ISO 1083/JS/500-10/U    |
| EN-GJS-500-7                                        | 5.3200                                | EN-JS1050    | EN-JS1082    | ISO 1083/JS/500-7/S     | ISO 1083/JS/500-7/U     |
| -                                                   | -                                     | -            | -            | ISO 1083/JS/550-5/S     | ISO 1083/JS/550-5/U     |
| EN-GJS-600-10                                       | 5.3110                                | -            | -            | -                       | -                       |
| EN-GJS-600-3                                        | 5.3201                                | EN-JS1060    | EN-JS1092    | ISO 1083/JS/600-3/S     | ISO 1083/JS/600-3/U     |
| EN-GJS-700-2                                        | 5.3300                                | EN-JS1070    | EN-JS1102    | ISO 1083/JS/700-2/S     | ISO 1083/JS/700-2/U     |
| EN-GJS-800-2                                        | 5.3301                                | EN-JS1080    | EN-JS1112    | ISO 1083/JS/800-2/S     | ISO 1083/JS/800-2/U     |
| EN-GJS-900-2                                        | 5.3302                                | EN-JS1090    | EN-JS1122    | ISO 1083/JS/900-2/S     | ISO 1083/JS/900-2/U     |
| a LT für tiefe Temperaturen b RT für Raumtemperatur |                                       |              |              |                         |                         |

| Sorte                                       | Sorte           |
| Kurzzeichen                                 | Werkstoffnummer |
| Normalsorten                                | Normalsorten    |
| ------------------------------------------- | --------------- |
| GGG-40                                      | 0.7040          |
| GGG-50                                      | 0.7050          |
| GGG-60                                      | 0.7060          |
| GGG-70                                      | 0.7070          |
| GGG-80                                      | 0.7080          |
| Sorten mit gewährleisteter Kerbschlagarbeit |                 |
| GGG-35.3                                    | 0.7033          |
| GGG-40.3                                    | 0.7043          |

### Temperguss

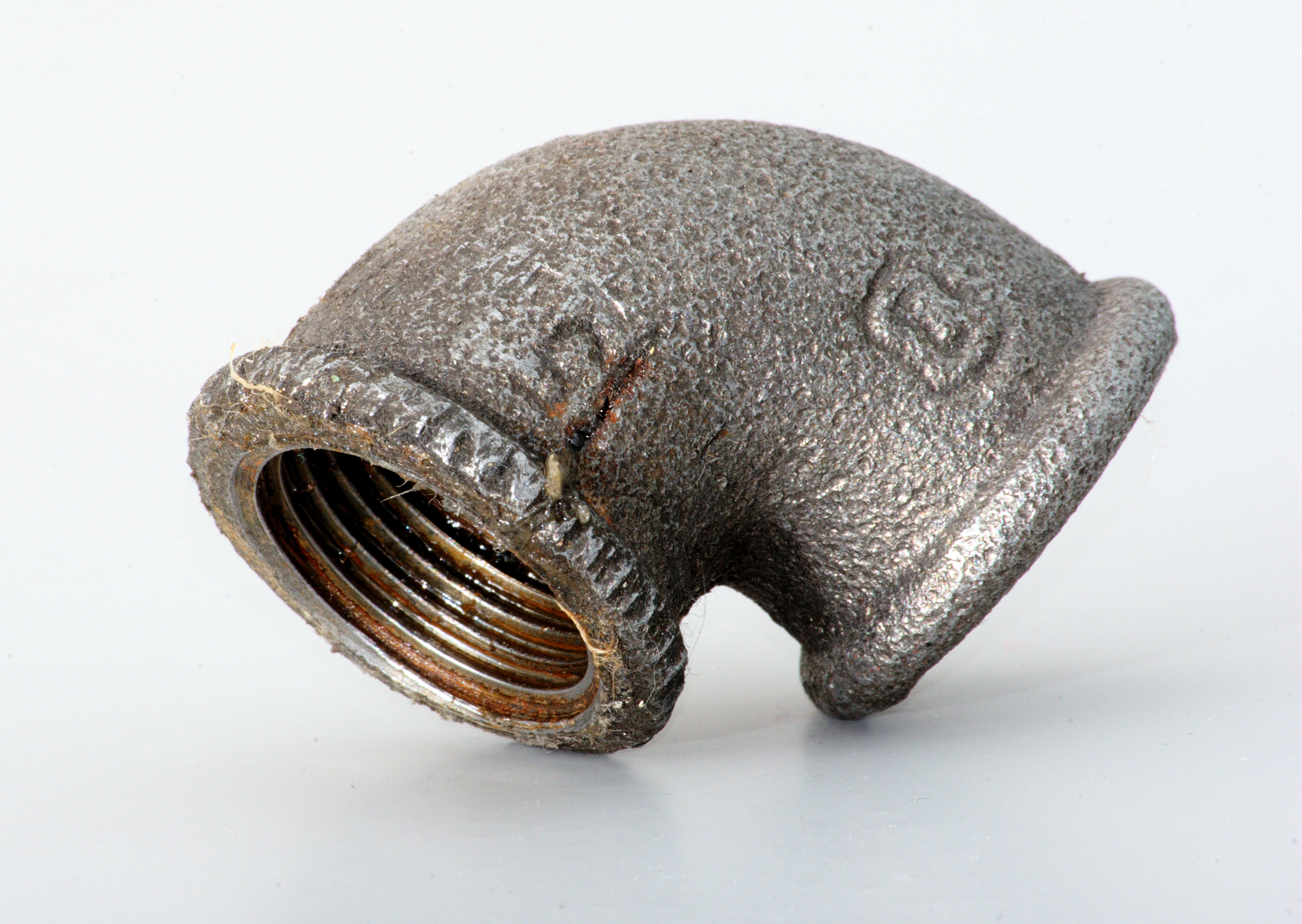
Rohrfitting aus schwarzem Temperguss (GJMB)

Eine weitere wichtige Form ist der Temperguss, der nach dem Erstarren als Ledeburit nochmals einer Glühbehandlung über mehrere Tage (Tempern) unterzogen wird:
- Beim weißen Temperguss (GJMW) glüht man in einer Sauerstoff abgebenden Atmosphäre, wodurch den Gussstücken (zumindest im Randbereich) der Kohlenstoff entzogen wird, wodurch sich die Eigenschaften denen des Stahls annähern. Dünnwandige Teile aus weißem Temperguss mit geringem Kohlenstoffgehalt sind schweißbar.
- Schwarzer Temperguss (GJMB) wird in einer sauerstofffreien Atmosphäre geglüht. Dabei bildet sich ein gleichmäßiges Gefüge mit eingelagerten Flocken aus Temperkohle mit geringer Kerbwirkung. Die ohnehin schon höhere Festigkeit lässt sich durch schnelleres Abkühlen gegen Ende der Glühzeit noch steigern. Die mechanischen Eigenschaften sind wanddickenunabhängig.

Diese Sorten vertragen auch geringe plastische Verformungen, ohne zu brechen. Typische Anwendung finden solche Werkstoffe als Tempergussfittings im Rohrleitungsbau bei geschraubten Verbindungen.
| EN 1562:2019                          | EN 1562:2019                     | EN 1562:1997                     | ISO 5922                         |
| Kurzzeichen                           | Nummer                           | Nummer                           | Werkstoffbezeichnung             |
| entkohlend geglühter Termperguss      | entkohlend geglühter Termperguss | entkohlend geglühter Termperguss | entkohlend geglühter Termperguss |
| ------------------------------------- | -------------------------------- | -------------------------------- | -------------------------------- |
| EN-GJMW-350-4                         | 5.4200                           | EN-JM1010                        | ISO 5922/JMW/350-4               |
| EN-GJMW-360-12                        | 5.4201                           | EN-JM1020                        | ISO 5922/JMW/360-12              |
| EN-GJMW-450-5                         | 5.4202                           | EN-JM1030                        | ISO 5922/JMW/400-5               |
| EN-GJMW-450-7                         | 5.4203                           | EN-JM1040                        | ISO 5922/JMW/450-7               |
| EN-GJMW-550-4                         | 5.4204                           | EN-JM1050                        | ISO 5922/JMW/550-4               |
| nicht entkohlend geglühter Temperguss |                                  |                                  |                                  |
| EN-GJMB-300-6                         | 5.4100                           | EN-JM1110                        | ISO 5922/JMB/300-6               |
| EN-GJMB-350-10                        | 5.4101                           | EN-JM1130                        | ISO 5922/JMB/350-10              |
| EN-GJMB-450-6                         | 5.4205                           | EN-JM1140                        | ISO 5922/JMB/450-6               |
| EN-GJMB-500-5                         | 5.4206                           | EN-JM1150                        | ISO 5922/JMB/500-5               |
| EN-GJMB-550-4                         | 5.4207                           | EN-JM1160                        | ISO 5922/JMB/550-4               |
| EN-GJMB-600-3                         | 5.4208                           | EN-JM1170                        | ISO 5922/JMB/600-3               |
| EN-GJMB-650-2                         | 5.4300                           | EN-JM1180                        | ISO 5922/JMB/650-2               |
| EN-GJMB-700-2                         | 5.4301                           | EN-JM1190                        | ISO 5922/JMB/700-2               |
| EN-GJMB-800-1                         | 5.4302                           | EN-JM1200                        | ISO 5922/JMB/800-1               |

| Sorte, Kurzzeichen                   | Sorte, Kurzzeichen                   | Werkstoffnummer                      | ISO-Kurzzeichen                      |
| neue Bezeichnung                     | alte Bezeichnung                     | Werkstoffnummer                      | ISO 5922                             |
| nicht entkohlend geglühter Temperguß | nicht entkohlend geglühter Temperguß | nicht entkohlend geglühter Temperguß | nicht entkohlend geglühter Temperguß |
| ------------------------------------ | ------------------------------------ | ------------------------------------ | ------------------------------------ |
| GTS-35-10                            | GTS-35                               | 0.8135                               | B 35-10                              |
| GTS-45-06                            | GTS-45                               | 0.8145                               | P 45-06                              |
| GTS-55-04                            | GTS-55                               | 0.8155                               | P55-04                               |
| GTS-65-02                            | GTS-65                               | 0.8165                               | P 65-02                              |
| GTS-70-02                            | GTS-70                               | 0.8170                               | P 70-02                              |
| entkohlend geglühter Temperguß       |                                      |                                      |                                      |
| GTW-35-04                            | GTW-35                               | 0.8035                               | W 35-04                              |
| GTW-40-05                            | GTW-40                               | 0.8040                               | W 40-05                              |
| GTW-45-07                            | GTW-45                               | 0.8045                               | W 45-07                              |
| GTW-S 38-12                          | GTW-S 38                             | 0.8038                               | W 38-12                              |

GTW-S 38-12: für Konstruktionsschweißungen Güteklasse A ohne thermische Nachbehandlung geeigneter Temperguß

### Ausferritisches Gusseisen
Ausferritisches Gusseisen mit Kugelgraphit nach EN 1564 (früher: Bainitisches Gusseisen) ist eine auf Eisen, Kohlenstoff und Silicium basierende Gusslegierung, wobei der Kohlenstoff vorwiegend in der Form von Kugelgraphit-Partikeln vorliegt.
Im Vergleich mit den Gusseisen mit Kugelgraphit, wie in EN 1563 festgelegt, weist dieser Werkstoff als Ergebnis der ausferritischen Gefügegrundmasse höhere Festigkeits- und Zähigkeitseigenschaften auf.
| EN 1564:2011 - Tabelle 1               | EN 1564:2011 - Tabelle 1               | ISO 17804:2005 - Tabelle 1             |
| Kurzzeichen                            | Nummer                                 | Bezeichnung                            |
| Klassifizierung nach der Zugfestigkeit | Klassifizierung nach der Zugfestigkeit | Klassifizierung nach der Zugfestigkeit |
| -------------------------------------- | -------------------------------------- | -------------------------------------- |
| EN-GJS-800-10                          | 5.3400                                 | ISO 17804/JS/800-10                    |
| EN-GJS-800-10-RT                       | 5.3401                                 | ISO 17804/JS/800-10-RT                 |
| EN-GJS-900-8                           | 5.3402                                 | ISO 17804/JS/900-8                     |
| EN-GJS-1050-6                          | 5.3403                                 | ISO 17804/JS/1050-6                    |
| EN-GJS-1200-3                          | 5.3404                                 | ISO 17804/JS/1200-3                    |
| EN-GJS-1400-1                          | 5.3405                                 | ISO 17804/JS/1400-1                    |
| EN 1564:2011 - Tabelle A.1             | EN 1564:2011 - Tabelle A.1             | ISO 17804:2005 - Tabelle A.1           |
| Kurzzeichen                            | Nummer                                 | Bezeichnung                            |
| Klassifizierung nach der Härte         |                                        |                                        |
| EN-GJS-HB400                           | 5.3406                                 | ISO 17804/JS/HBW400                    |
| EN-GJS-HB450                           | 5.3407                                 | ISO 17804/JS/HBW450                    |

### Gusseisen mit Vermiculargraphit
Eine neuere Werkstoffentwicklung ist das Gusseisen mit Vermiculargraphit (Bezeichnung GJV nach aktueller EN 16079 und ISO 16112, früher GGV). Bei ihm liegt der Graphit weder in Lamellenform noch in Kugelform vor, sondern als Klumpen, die im Schliffbild wie Würmer aussehen (Vermiculus, lat. für Würmchen). Die mechanischen Eigenschaften dieses Werkstoffes liegen zwischen dem Gusseisen mit Lamellengraphit und denen des Gusseisens mit Kugelgraphit. Seine Herstellung ist jedoch schwieriger und erfordert eine in engen Toleranzen geführte Schmelzbehandlung.

### Weitere Sorten
- verschleißbeständiges Gusseisen EN 12513 (früher in Deutschland DIN 1695)
- austenitisches Gusseisen EN 13835 (früher in Deutschland DIN 1694)
- niedriglegiertes ferritisches Gusseisen mit Kugelgraphit für Anwendungen bei höheren Temperaturen EN 16124

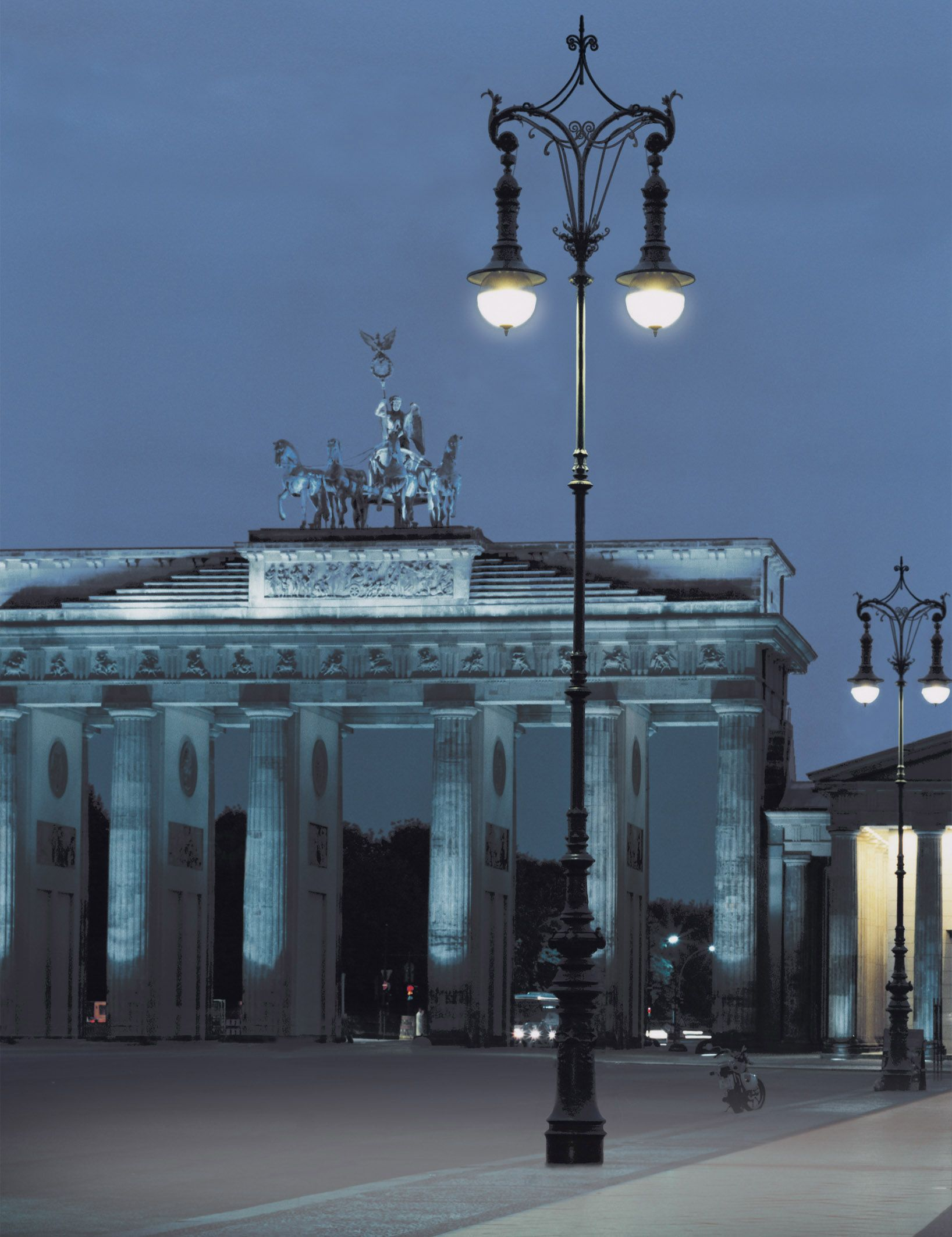
Schupmann-Kandelaber am Brandenburger Tor in Berlin-Mitte
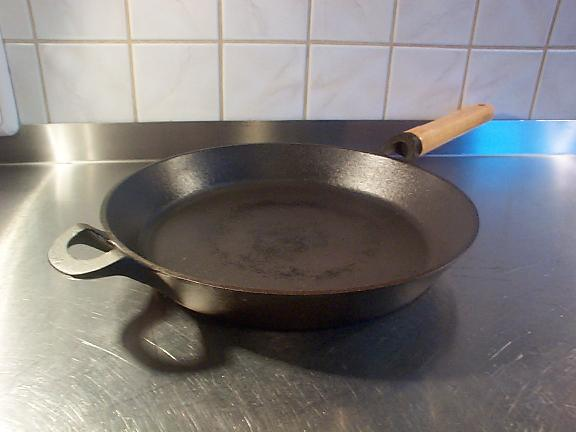
Gusseiserne Pfanne
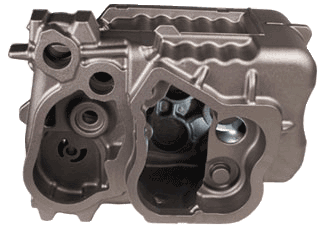
Getriebegehäuse aus Gusseisen
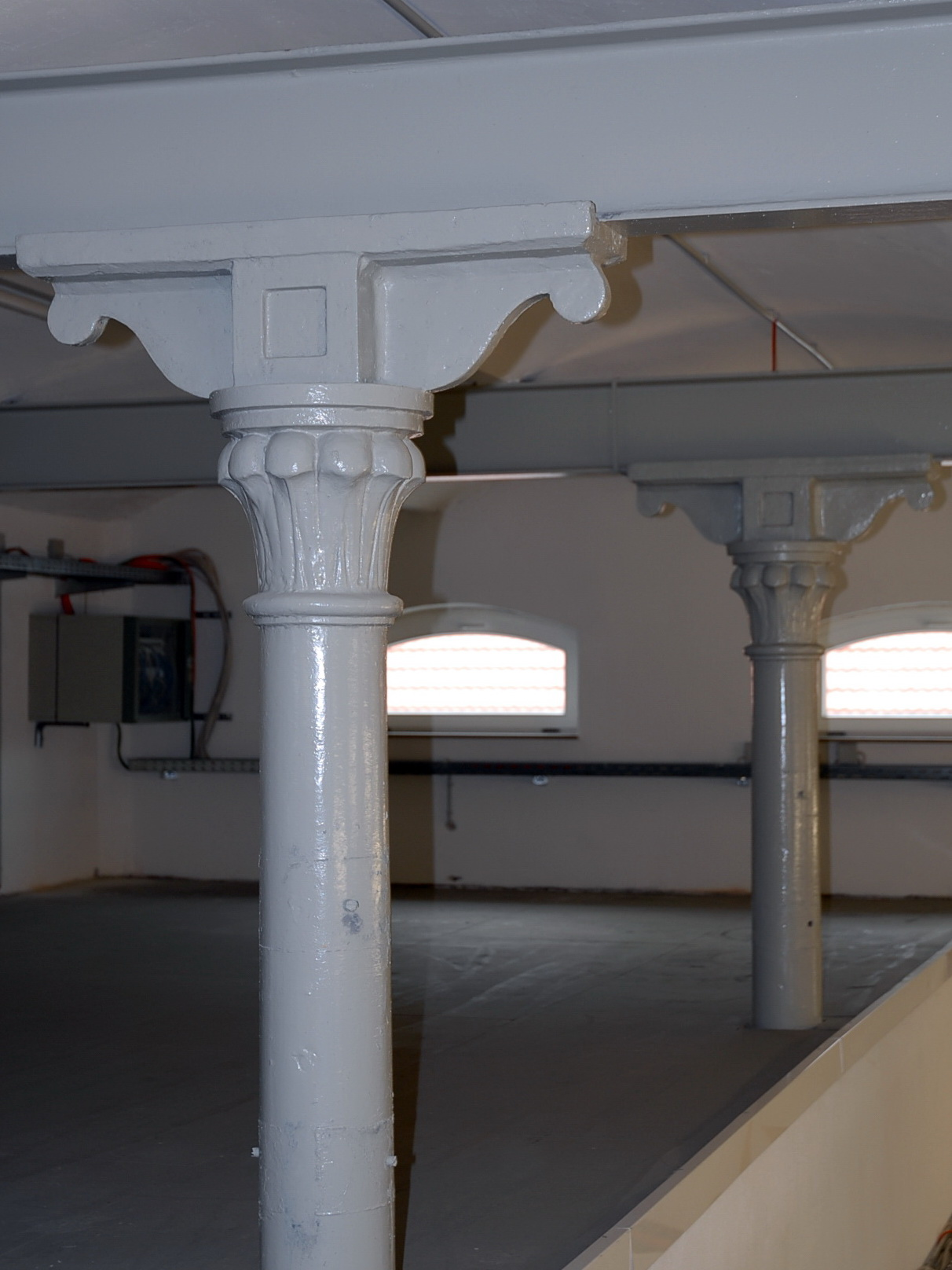
Säulen aus Gusseisen
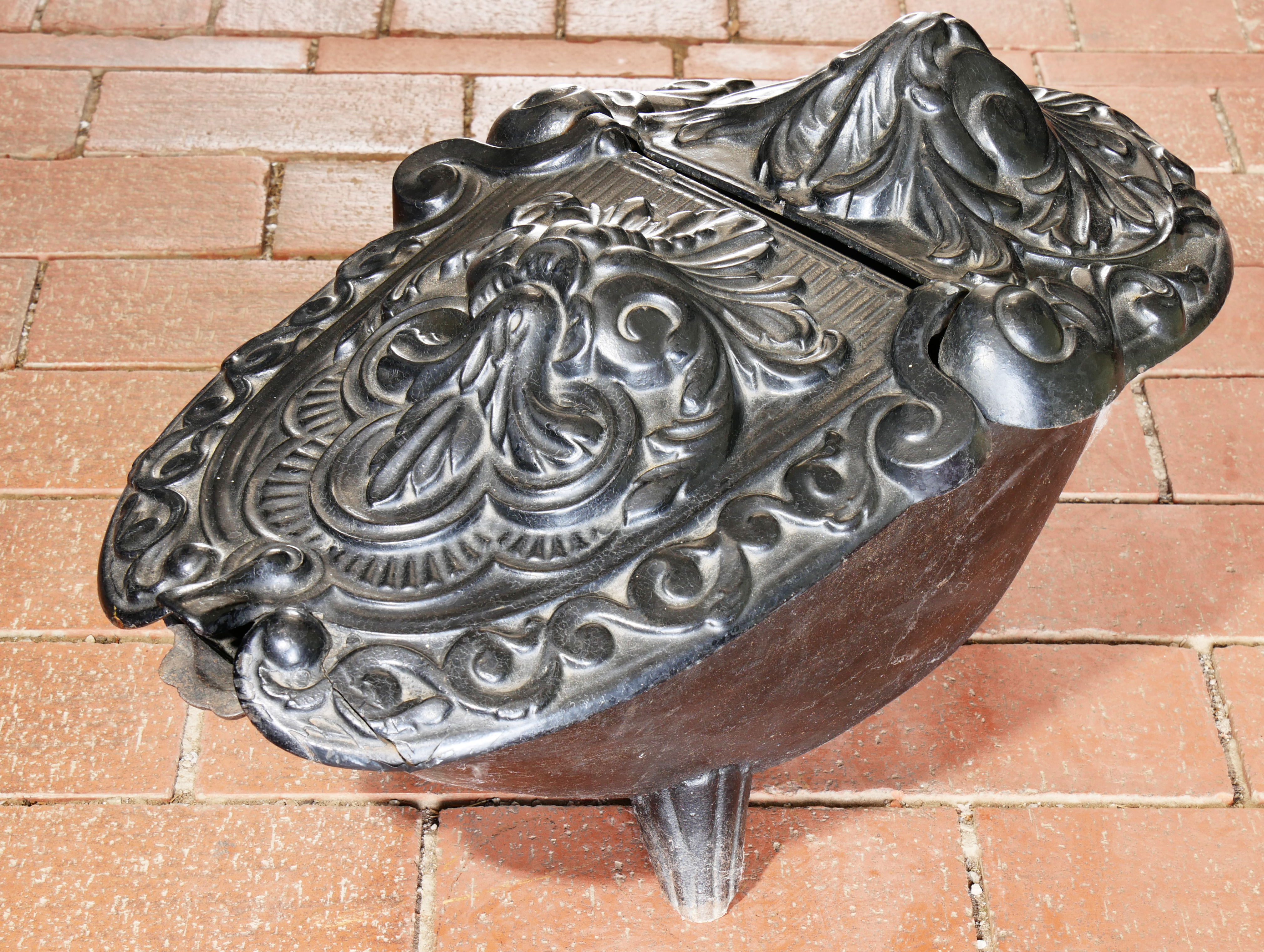
Gusseisener Kohlenfrosch

## Schweißen
Hinweise hierzu finden sich in EN 1011-8 Schweißen - Empfehlungen zum Schweißen metallischer Werkstoffe - Teil 8: Schweißen von Gusseisen.

## Reparatur
Die Reparatur von gerissenen oder gebrochenen Gussteilen ist mit Hilfe spezieller Verfahren möglich. So können quer zum Bruch- oder Rissverlauf in dafür eingebrachte Kettenbohrungen Metallriegel eingepresst und verstemmt werden. Zusätzlich können entlang der Bruchlinie Gewindelöcher in die Tiefe gebohrt und mit Gewindestiften verschraubt werden. Das Ergebnis ist eine kraft- und formschlüssige Verbindung mit hoher Druckdichtigkeit, die Öle und Gase nicht entweichen lässt.